# مارسيلو صموئيل بيرمان
مارسيلو صموئيل بيرمان (بالبرتغالية: Marcelo Samuel Berman‏) هو فيزيائي وصحفي برازيلي، ولد في 10 أبريل 1945 في بوينس آيرس في الأرجنتين.